# Caroline Almeida
Caroline Barbosa de Almeida OLY (Recife, 2 de fevereiro de 1992), conhecida como Naka, é uma pugilista brasileira. Foi campeã nos Jogos Pan-Americanos de 2023 e medalhista em Campeonato Mundial. Representou o Brasil nos Jogos Olímpicos de Verão de 2024.

## Biografia
Lutava MMA quando foi apresentada por um amigo para disputar um campeonato de boxe em Pernambuco. Passou a treinar na equipe Sparta Boxe em 2017. Desde então acumulou títulos brasileiros e ganhou destaque ao vencer Graziele Jesus, que disputou os Jogos Olímpicos de Tóquio. Passou a integrar a seleção olímpica permanente em 2021.
Em 2021, conquistou a medalha de bronze no Campeonato Mundial realizado em Istambul, na categoria até 52kg. A brasileira chegou até a fase semifinal, sendo derrotada pela indiana Nikhat Zareen. Já em 2022, conquistou medalha de prata nos Jogos Sul-Americanos de Assunção, no Paraguai.
Disputou os Jogos Pan-Americanos de 2023, em Santiago. Ganhou a medalha de ouro ao vencer a norte-americana Jennifer Lonzano na final da categoria até 50kg.
Nos Jogos Olímpicos de Verão de 2024, em Paris, chegou até as oitavas de final e perdeu para Nazym Kyzaibay, do Cazaquistão.